# Gori (hipopòtam)
Gori (Bioparc Valéncia, 18 de maig del 2020) és un hipopòtam nascut al Bioparc València.
És fill de Raff i Rigas, la parella d'hipopòtams provinent de l'antic Zoo de Vivers. Rigas va donar a llum baix l'aigua la nit del 18 de maig durant la quarantena per la pandèmia de Covid-19, motiu pel qual el públic va haver d'esperar uns mesos per poder veure a la cria.
Va ser anomenat Gori pel cuidador que el va trobar al matí en record a son pare que havia mort per covid dos dies abans, i en homenatge a totes les persones que van morir durant el confinament.